# KV8
Pour les articles homonymes, voir KV8 (homonymie).
Situé dans la vallée des Rois, dans la nécropole thébaine sur la rive ouest du Nil face à Louxor, KV 8 est le tombeau du pharaon Mérenptah de la XIXe dynastie. C'est un tombeau situé au centre de l'oued principal de la vallée. KV8 est l'une des nombreuses tombes de la vallée à avoir été endommagées par les inondations. De nombreuses scènes ont été détruites à l'exception du haut des murs et du plafond de la chambre funéraire.

## Description
KV8 est situé dans la partie centrale de la vallée, au sud de la tombe de Ramsès II (KV7) et pratiquement en face du célèbre KV55. À ses côtés se trouve la tombe KV9 de Ramsès VI et est également très proche de la tombe KV62 de Toutânkhamon. Elle est au pied de la colline adjacente. De ce fait, le ruissellement des eaux l'a régulièrement inondé.
La structure de ce tombeau est beaucoup plus simple que celui de son père même si on retrouve de multiples annexes secondaires et latérales présentes également dans KV5 et KV7. Elle suit sur près de 165 mètres un plan rectiligne sans véritable rupture d'axe. Tous les successeurs de Mérenptah vont par la suite l'imiter. Mais il y a également des innovations intéressantes. En effet, pour favoriser le passage du sarcophage, les couloirs sont plus larges qu'avant et leurs pentes sont plus faibles. On peut constater que, pour faire passer l'énorme sarcophage extérieur du pharaon, les artisans ont été contraints de démonter certains jambages de portes avant de les reconstruire à l'aide de blocs de grès décorés qui ont ensuite été fixés à leur place. Comme le pharaon était obèse, cela peut expliquer la largeur inhabituelle du sarcophage[réf. nécessaire]. Enfin, c'est également la dernière tombe de la vallée des Rois à disposer d'un puits funéraire.
Ce tombeau comporte tout d'abord une longue et belle rampe d'entrée (A) assez monumentale, à l'instar de celle de son père. Puis trois longs couloirs (B, C et D) se succèdent suivis d'une salle où se trouve un puits central (E). Cette dernière ouvre vers une première salle hypostyle (F) qui possède une salle latérale (Fa) et son annexe (Faa). L'annexe (Faa) n'a pas été touchée par les inondations. On pense qu'elle devait servir à accueillir les vases canopes de Mérenptah ou être une chapelle dédiée à la mémoire de Ramsès II.
Un nouveau corridor (G) s'ouvre au fond de la salle (F) et amène vers une antichambre (H). Puis, on suit un dernier couloir (I) qui permet d'accéder à la vaste et grande chambre funéraire (J) et ses quatre annexes latérales (Ja, Jb, Jc et Jd). Au fond de la salle funéraire, une porte permet d'accéder à la salle (K) et de ses trois petits entrepôts (Ka, Kb et Kc).
Les piliers dans la chambre (F) ont aussi été enlevés pour permettre le passage du sarcophage, et deux seulement ont été remplacés. Les deux piliers manquants ont été volés par Paneb, un chef-artisan véreux du village de Deir el-Médineh, pour les réemployer dans son propre tombeau (TT211). En effet, les deux piliers présents dans sa tombe sont très similaires dans leur exécution et leur style que ceux de KV8. 
Enfin, la vaste chambre funéraire (J) est voûtée, soutenue par huit piliers regroupés par deux. Ce style de chambre funéraire se retrouve dans le plan des chambres funéraires de ses prédécesseurs Séthi Ier dans KV17 ou Ramsès II dans KV7.
De manière plus détaillée, la tombe se structure ainsi : 
- La rampe d'accès (A) mesure 10 mètres de long sur 3,06 mètres de large. Elle dispose d'un escalier moderne menant vers la porte d'entrée du couloir (B). On a découvert que l'escalier originel a été raboté pour rabaisser son inclinaison dans sa partie supérieure. Ces travaux datent de l'époque pharaonique, sans doute durant l'inhumation du pharaon pour faciliter le passage de l'énorme sarcophage.
- Le couloir (B) fait 15,66 mètres de long sur 2,64 mètres de large pour 3,23 mètres de haut. C'est un long couloir en pente. Un évidement du plafond a été réalisé à l'entrée. On trouve des trous sur chaque mur vers le milieu du couloir. Ce couloir passe par-dessus la chambre funéraire de la tombe d'Horemheb (KV57).
- Le couloir (C) mesure 8,03 mètres de long sur 2,65 mètres de large pour 3,15 mètres de haut. C'est un long couloir en pente qui passe aussi par-dessus la chambre funéraire de la tombe d'Horemheb (KV57). Deux grandes et vastes niches trapézoïdales de 0,5 mètre de large sur 1,44 mètre de haut ont été creusées en hauteur sur les deux murs et s'étendent sur 4,3 mètres de long soit presque la moitié du couloir.
- Le couloir (D) fait 9,8 mètres de long sur 2,64 mètres de large pour 3,49 mètres de haut. Des niches rectangulaires ont été creusées sur chaque mur près de la porte d'accès vers la salle (E).
- La salle du puits (E) mesure 3,58 mètres de long sur 4,25 mètres de large pour 3,74 mètres de haut. Le sol de cette salle à peu près carrée est occupé par un puits, comblé durant l'époque pharaonique au moment du déménagement de la momie pour la protéger des pillards. Le puits fait 4,96 mètres de profondeur. Il est creusé sur une veine de calcite.
- La salle (F) est une très vaste salle hypostyle comportant deux piliers qui encadrent la longue rampe descendante centrale flanquée par deux escaliers latéraux qui traversent la salle sur 11,61 mètres de long et mènent vers l'entrée du couloir (G). Des petites marches au début de cette rampe permettent de descendre sur le sol de la chambre hypostyle. Chaque pilier de la chambre (F) fait 1,08 mètre de côté. La pièce mesure, quant à elle, 9,42 mètres de long sur 8,9 mètres de large pour 3,26 mètres de haut. Des traces sur le plafond indiquent la présence originale de deux autres piliers qui flanquaient la descente mais qui furent probablement complètement détruits par les Égyptiens eux-mêmes. En effet, les restes de plâtre peint sur le plafond en couvrant les traces de l'un de ces piliers manquants indiquent qu'ils ont été retirés avant que la décoration soit achevée. Une porte permet d'accéder à la salle (Fa). Elle semble avoir été découpée après que le mur ait été décoré car il y a des restes de scènes partiellement conservées sur les bords des jambages.
  - La salle (Fa) mesure 8,42 mètres de long sur 7,77 mètres de large pour 2,79 mètres de haut. Cette vaste pièce presque carrée dispose également de deux piliers centraux de 0,8 mètre de côté. Des fragments du sarcophage y sont actuellement stockés.
  - L'annexe (Faa) est une toute petite pièce latérale qui mesure 1,2 mètre de long sur 1,06 mètre de large pour 1,14 mètre de haut. Cette annexe est en fait un petit sanctuaire dédié à Osiris. Il est possible qu'elle ait pu être une ébauche à peine creusée d'une autre chambre ou d'un sanctuaire plus grand et qui fut par la suite abandonné par manque de temps.
- Une fois que l'on descend la belle rampe de la salle (F), on atteint le couloir (G) qui mesure 8,99 mètres de long sur 2,7 mètres de large pour 3,97 mètres de haut. Il permet d'accéder à la chambre (H).
- La chambre H est presque un carré de 7,37 mètres de long sur 7,40 mètres de large pour 3,12 mètres de haut. Sur le côté nord se trouve le couvercle rectangulaire du sarcophage extérieur du pharaon Mérenptah qui a été déplacé ici après le démantèlement du sarcophage tandis que le troisième sarcophage fut emmené à Tanis.
- Le couloir (I) est en pente et mesure 9,89 mètres de long sur 2,71 mètres de large pour 3,28 mètres de haut. Il mène enfin vers la chambre funéraire (J). Il y a une niche qui est creusée au plafond à son entrée, et deux autres niches étroites creusées sur les deux parois vers la porte d'accès à la chambre funéraire (J).
- La chambre funéraire (J) est une vaste pièce rectangulaire de 14,87 mètres de long sur 13,75 mètres de large pour 6,47 mètres de haut. Elle comporte deux niveaux. Depuis le sol de la pièce, deux rangées de quatre piliers de 1,07 mètre de côté encadrent la pièce. Six marches mènent vers un plancher creusé au centre de la chambre. Une autre série de marches permet d'accéder à l'étage supérieur arrière. Des bancs sont présents le long des parois. Des niches sont également creusées et régulièrement espacées. Au centre de la chambre, une base moderne de blocs de calcaire soutient le second couvercle de granit rouge de 2,13 mètres sur 5,17 mètres du sarcophage à l'effigie moméiforme de Mérenptah. De multiples portes mènent aux annexes (Ja-Jd) et à la salle (K).
  - La pièce latérale (Ja) mesure 3,14 mètres de long sur 2,4 mètres de large pour 1,95 mètre de haut. Cette chambre latérale se trouve au sud-est de la chambre funéraire, et est remplie avec des débris et alluvions déposés par les inondations. Sur la paroi sud, le début d'un évidement central est visible malgré l'amoncellement des débris.
  - L'annexe (Jb) fait 3,18 mètres de long sur 2,26 mètres de large pour 2 mètres de haut. Cette pièce latérale est située au sud-ouest de la chambre funéraire, et est maintenant remplie de débris et d'alluvion.
  - L'annexe (Jc) mesure 3,14 mètres de long sur 2,63 mètres de large pour 2,17 mètres de haut. Cette salle est située au nord-ouest de la chambre funéraire, elle a été scellée lors des fouilles par du ciment pour la rendre inaccessible. On pense qu'on y a stocké les fragments de granit du sarcophage trouvé par Howard Carter.
  - L'annexe latérale (Jd) mesure 3,15 mètres de long sur 2,6 mètres de large pour 2,1 mètres de haut. Cette chambre située au nord-est de la chambre funéraire est inaccessible actuellement car sa porte a été scellée récemment par du ciment. Il se pourrait que les artefacts trouvés par Howard Carter soient stockés ici.
  - La chambre (K) mesure 8 mètres de long sur 4,22 mètres de large pour 3,05 mètres de haut. Elle suit l'axe de la chambre funéraire et ouvre sur trois petites pièces annexes.
    - L'annexe (Ka) fait 5,25 mètres de long sur 4,21 mètres de large pour 2,32 mètres de haut. Elle est actuellement comblée de débris d'alluvions.
    - L'annexe (Kb) mesure 3,33 mètres de long sur 2,23 mètres de large pour 2,34 mètres de haut. Sa taille est inachevée.
    - L'annexe latérale (Kc) fait 5,26 mètres de long sur 4,2 mètres de large pour 2,22 mètres de haut. Les débris alluviaux comblent totalement la pièce actuellement.

## Décorations
La tombe KV8 s'enfonce à environ 160 mètres de profondeur et contient des éléments décoratifs innovants par rapport aux tombes antérieures comme la présence du dieu Rê à l'entrée.
La tombe suit le même programme décoratif que celui de Ramsès II (KV7) et de Séthi Ier (KV17). On y retrouve les mêmes textes issus des litanies de Rê, du Livre des Portes, du Livre de l'Amdouat. Mais il y a surtout le premier exemplaire du Livre des cavernes. Les illustrations et scènes autour du rituel de l'ouverture de la bouche sont sans aucun doute les plus belles de la vallée.
Malheureusement, les multiples crues et inondations qui frappèrent la vallée ont gravement endommagé la décoration de l'hypogée ; non seulement la tombe fut peu à peu comblée de débris mais les inondations ont détruit une grande partie de la décoration. Aujourd'hui, seuls les décors du plafond et des parois supérieures sont encore préservés. L'état des peintures qui ont survécu est véritablement remarquable, conservant la quasi-totalité des couleurs très vives. Seuls le vert et le bleu commencent à s'estomper.
De manière plus détaillée, la décoration présente dans les pièces sont : 
- Sur la rampe d'entrée (A), il n'y a aucune décoration. Ceci est une tradition.
- Le premier couloir (B) présente dès l'entrée une très belle image du disque solaire ailé illustré par un scarabée et un dieu à tête de bélier, accompagné par les déesses agenouillées Isis et Nephtys, où sont inscrits la titulature de Mérenptah. Le long du couloir, on trouve l'introduction et le premier chapitre des litanies de Rê, et une scène montrant le roi devant les divinités Rê-Horakhty et Mertseger. Il y a aussi des représentations de vautour. Les couleurs sur les murs sont bien conservés, mais la décoration du plafond a été perdue. Sur ce plafond se trouve une scène avec le dieu Heh et des déesses suivie par une frise de vautours volants. On trouve un graffiti en démotique et trente-sept en grec.
- Le deuxième couloir (C) est très similaire à la décoration du précédent, avec un autre disque solaire à son entrée présent sur le linteau, et d'autres scènes des litanies de Rê. S'y ajoutent sur les parois des extraits de la troisième et quatrième heure du Livre des Portes, du 151e sort du Livre des morts. Deux scènes sont de chaque côté montrant Anubis avec d'un côté Isis à gauche et avec Nephtys à droite. Plus loin se trouvent des fragments de la troisième et quatrième heures du Livre de l'Amdouat. Au plafond on découvre un motif de ciel étoilé d'étoiles jaunes sur un fond bleu. Il y a une bande centrale jaune avec le bâ de Rê flanqué par Isis et Nephtys et des textes des litanies de Rê. Il y a enfin un graffiti en copte et vingt-trois en grec.
- Le troisième couloir (D) a une décoration très endommagée. Le linteau de la porte d'entrée présente un cartouche royal. Sur les murs, on distingue clairement des scènes tirées des quatrième et cinquième heures du Livre de l'Amdouat. Le plafond représente la voûte céleste avec les constellations égyptiennes. Il est peint en bleu avec des étoiles jaunes. De nombreux graffitis sont présents : un graffiti dans une langue anatolienne, trois en démotique, cinquante-cinq en grec et deux en latin.
- La salle du puits (E) a une porte d'entrée dont le linteau est décoré avec les noms du pharaon, et les épaisseurs avec la dixième et onzième heure de l'Amdouat. On trouve des passages des dixième et onzième heures de l'Amdouat. Il y a une superbe scène où le pharaon est accompagné par plusieurs divinités. Ces peintures ont été gravement endommagées, et il est difficile d'identifier les dieux présents. Sur le mur du sud, il y a une représentation d'Imséti, Douamoutef, Anubis, Khery-Baqef, Isis et Neith. Il y a aussi Anubis et deux enfants d'Horus à part. Sur le mur nord, on retrouve une scène où le pharaon, sous l'aspect d'un prêtre de Iounmoutef, remplace Anubis. Il y a également les représentations de Hâpy, Kébehsénouf, Anubis, Thot, Nephtys et Serket.
- La décoration de la salle hypostyle (F) est beaucoup trop endommagée. Le linteau de la porte est orné d'une Maât ailée à genoux. Sur les murs, on parvient à identifier des scènes de la quatrième, cinquième et sixième heures du Livre des Portes, illustrées par plusieurs représentations de pharaon faisant des offrandes au dieu Osiris. Maât est également présente, tout comme Rê-Horakhty, Ptah et Horus. Les deux piliers sont décorés de scènes du pharaon faisant des offrandes à Osiris, Ptah et Maât, puis étant devant Rê-Horakhty pour recevoir la vie d'Anubis. La porte menant à la salle (Fa) semble avoir été découpée après que le mur a été décoré ; il y a des restes de figures partiellement conservées sur les bords des jambages. Le plafond a un motif de ciel étoilé. Il y a deux graffitis en démotique et trois en grec.
  - La salle latérale (Fa) n'a aucune décoration. Il y a un graffiti en grec et un autre d'époque moderne : « Rousell ».
  - L'annexe (Faa) n'a pas été touchée par les inondations. On y voit le nom de Ramsès II inscrit sous forme de Pharaon-Osiris et ceux des quatre enfants d'Horus : Sur le mur sud, on trouve Imsety, Douamoutef avec Isis et sur le mur nord, on a Hâpy, Kébehsénouf avec Nephtys. Osiris est représenté sur le mur ouest accompagné des déesses Qebhyt et Nedjti. On pense donc qu'il pourrait s'agir d'une chapelle consacrée à perpétuer la mémoire du père de Mérenptah.
- Les couloirs (G) et (I) ont été durement touchés par les inondations, à la fois dans les peintures et dans la structure. On peut y deviner une partie du rituel de l'ouverture de la bouche effectuée sur la représentation momifiée de Mérenptah. Le rituel commence sur le mur sud avec une image à grande échelle du pharaon assis à une table d'offrandes devant laquelle deux prêtres officient.
- La salle (H) abrite un des couvercles du sarcophage royal jeté par les pillards. La décoration présente le 125e sort du Livre des morts et l'on voit une scène montrant le pharaon défunt devant le tribunal d'Osiris : le pharaon est représenté penché sur les quarante-deux assesseurs dans la salle du jugement d'Osiris, et illustre la scène de la « Confession négative » (ou le refus des péchés).
- Le programme décoratif de la chambre funéraire comportait un exemplaire complet du Livre des Portes dont le chapitre final apparaît encore partiellement sur la paroi nord. La tombe de Taousert et de Sethnakht (KV14) en comporte un, intact, qui permet de restituer l'ensemble. On a également une partie du livre des cavernes, un texte assez rare et peu représenté dans les tombes royales de la vallée. Le plafond voûté a des scènes astronomiques de constellations circumpolaires.
- En ce qui concerne les annexes latérales (Ja, Jb, Jc et Jd) et les pièces (K, Ka, Kb et Kc), on ne peut dire si elles avaient été décorées ou pas. La totalité du plâtre collé sur les parois étant tombée depuis longtemps.

## Histoire
C'est Mérenptah, le treizième fils de Ramsès II, qui lui succède, après un très long règne. À cette époque, le nouveau pharaon était déjà assez vieux et s'attela rapidement à faire bâtir son tombeau. Son règne, qui dura une dizaine d'années, fut marqué par les premières invasions des peuples de la mer qu'il parvint à rejeter. Ainsi, l'Égypte demeurait très prospère et puissante sous son règne. Malgré cela, le déclin s'amorce puisque l'existence de pillage par des bandes organisées le long des nécropoles royales qui longent le Nil commence à être documenté. 
Ainsi, lorsqu'il est mort sans doute mort d'athérosclérose, sa tombe était déjà parfaitement prête à accueillir sa dépouille. De ce fait, son tombeau demeure imposant et a été réalisé avec soin. Toutefois, en taille, il ne peut déjà rivaliser avec celui de son père Ramsès II (KV7) ni avec la gigantesque tombe princière faite pour ses frères (KV5). Il est, cependant, l'un des plus grands tombeaux de l'époque ramesside.
La tombe de Mérenptah a été ouverte dès le règne de son successeur Séthi II. Le chef-artisan Paneb en a détérioré une partie de la salle (F). Les restes de plâtre peint sur le plafond de cette salle recouvrant les traces de l'un des piliers manquants, ce qui suggère que les piliers aient été retirés avant que la décoration n'ait pu être achevée. 
La tombe fut ensuite pillée à de multiples reprises sous les règnes des derniers Ramsès. 
Dès lors, comme pour son père, pour faire face aux pillages incessants, la momie a été transférée plus tard probablement par les prêtres de la XXIe dynastie qui déménagèrent la momie du roi dans la tombe KV35 d'Amenhotep II aux côtés de son successeur Ramsès III. 
C'est sans doute durant ce déplacement que le puits a été comblé pour faciliter le déménagement. Mais cela va aggraver la détérioration de la tombe puisque les eaux des crues ont pu alors s'écouler plus profondément et inonder les chambres inférieures de la tombe en charriant les débris. 
La tombe devint, une fois vide, un lieu de visite depuis l'Antiquité au moins jusqu'à la salle hypostyle (F). Jusque dans cette pièce, 135 graffiti de diverses époques (démotique, grec, latin et même un dialecte anatolien) sont présents depuis l'entrée principale. Après cette salle, on ne trouve plus aucun graffiti. Il est donc très probable que déjà, les débris alluviaux apportés par les crues avaient déjà comblé le reste de la tombe à l'époque et donc rendaient l'accès aux salles inférieures impossibles.

## Historique des fouilles

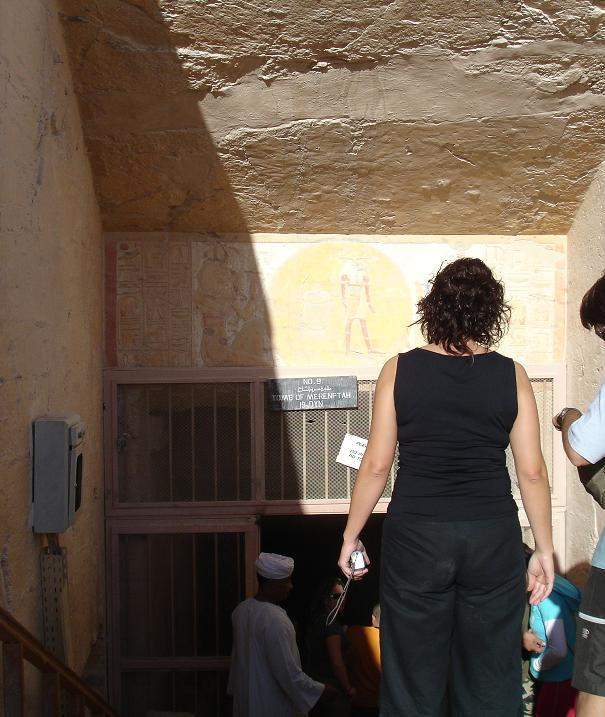
Entrée de KV8

La nomenclature de cet hypogée a varié au cours du temps. Elle a été successivement désignée comme la « Tomb C » par Richard Pococke, le « IIIe tombeau de l'ouest » par les savants de l'expédition d'Égypte, puis « Tombe 8 » par Champollion, « Tomb K » par James Burton, « HL10 » par Robert Hay, et «LL7» par Karl Richard Lepsius avant d'acquérir définitivement son numéro actuel de KV8. 
Ce tombeau a été visité dès 1737 par Richard Pococke puis par plusieurs égyptologues jusqu'à Howard Carter en 1903. Elle était déjà connue et ouverte depuis longtemps. C'est Howard Carter qui, le premier, a fait les premières fouilles exhaustives. C'est en 1904 qu'il trouva dans la chambre funéraire les fragments de pierre utilisés pour le sarcophage du pharaon défunt. La grande campagne de fouille d'Edwin C. Brock menée de 1985 à 1988 a permis de nettoyer et d'enlever une grande partie des débris de la tombe. 
De manière plus détaillée, les fouilles se sont organisées comme suit : 
- 1737-1738 : Richard Pococke : cartographie, premières fouilles ;
- 1799 : Expédition napoléonienne :  cartographie, fouilles ;
- 1825 : James Burton :  cartographie, fouilles et relevés ;
- 1825-1835 : Robert Hay : cartographie, fouilles et relevés ;
- 1826-1827 : Edward William Lane : visite ;
- 1844-1845 : Karl Richard Lepsius : fouilles ;
- 1903-1904 : Howard Carter : fouilles et premières mesures de sauvegarde ;
- 1985-1988 : Edwin C. Brock « Ted », pour l'American University in Cairo, a repris une série de fouilles du puits, et déblaiement des débris dans salles annexes.

Des efforts de conservation ont été récemment entrepris depuis les premières mesures d'Howard Carter. Ce dernier avait fait poser une porte en fer forgé à l'entrée pour protéger le tombeau, a fait poser un éclairage moderne et aménager l'escalier en brique à l'entrée de la rampe (A).
Plus récemment, le Conseil suprême des Antiquités égyptiennes a fait recouvrir les failles des murs et colmater les fissures de l'arrière des chambranles des portes. On a mis en place de nouveaux jambages en ciment.
Le couvercle principal présent dans la chambre funéraire (J) repose maintenant sur un socle de calcaire moderne refait.
On a également scellé par du ciment les portes menant à l'annexe (Jc), (Jd) pour les rendre inaccessibles. On pense que c'est là qu'Howard Carter aurait stocké les fragments du sarcophage et les artefacts qu'il aurait découverts lors de ses fouilles. Mais les chambres latérales de la chambre funéraire sont encore pleines de débris, de même que les parties des chambres latérales de la chambre (K).
Mis à part les dommages aux piliers de la chambre (J), le tombeau lui-même n'a pas subi de trop grands dommages structurels, sauf pour les montants de porte, démantelés dans les temps anciens lors de l'installation du sarcophage.

## Les objets exhumés
Le mobilier funéraire du roi a disparu depuis longtemps et sa momie retrouvée dans la cachette royale aménagée dans la tombe d'Amenhotep II (KV35) devait être abritée dans un somptueux viatique funéraire protégé par au moins trois sarcophages externes en pierre sculptée. De cet équipement funéraire, pillé dès l'Antiquité, il ne reste seulement que des vases canopes et certains ouchebti qu'Howard Carter a exhumés et du matériel d'écriture. On a également découvert des fragments de maquettes de navires.

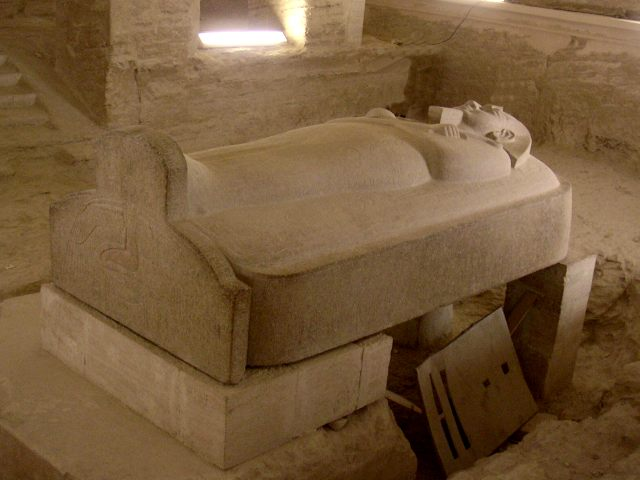
Vue du sarcophage de Mérenptah (tombe KV8)

Ce qui frappe, est le sarcophage qui a été réinstallé dans le tombeau. Ce dernier a connu de nombreuses péripéties.
Le troisième sarcophage fut découvert par Pierre Montet, remployé dans le mobilier funéraire de Psousennès Ier à Tanis. Il figure le roi en Osiris, protégé à sa tête et à ses pieds par Isis et Nephtys, tandis qu'à son revers se trouve une remarquable figure en ronde-bosse de la déesse Nout qui, étendant ses bras protecteurs, devait embrasser éternellement le premier sarcophage interne du roi.
Le couvercle du deuxième sarcophage externe, en granit rouge, a été remis à son emplacement initial dans la tombe. Il figure lui aussi le roi en gisant, cette fois coiffé du Némès et en position osirienne. Des chapitres du Livre des Portes sont sculptés sur ses côtés. Lui aussi comporte à son revers une représentation de la déesse Nout.
Enfin le couvercle du premier sarcophage externe, également en granit rouge, a été retrouvé et laissé dans l'une des antichambres de la tombe, là où il avait été déplacé par les pilleurs qui à la fin de l'époque ramesside avaient déjà visité la tombe ou probablement par les prêtres de la XXIe dynastie qui déménagèrent la momie du roi une dernière fois. Ceux-là mêmes qui offrirent en cadeau le troisième sarcophage de Mérenptah au souverain tanite. 
La momie de Mérenptah n'a pas été trouvée dans la cache TT320 comme celle de son père, de son grand-père et de son arrière-grand-père. On l'a retrouvée dans une autre cache des momies royales dans la tombe KV35 d'Amenhotep II. Mérenptah reposait aux côtés de son successeur Ramsès III. Cette tombe est très proche de KV8, de sorte que le transfert n'a pas dû demander beaucoup d'efforts et donc a dû se réaliser en toute discrétion. Le cercueil dans lequel reposait Mérenptah était destiné au pharaon Sethnakht. 
La momie a été gravement endommagée par les pillards qui ont saccagé sa tombe. Sa clavicule droite a été brisée, son bras droit est déchiré tout comme l'abdomen, et un trou dans le crâne est présent. Ces ouvertures étaient sans doute faites pour récupérer les bijoux que les embaumeurs inséraient à l'intérieur du corps du pharaon.

## Photos

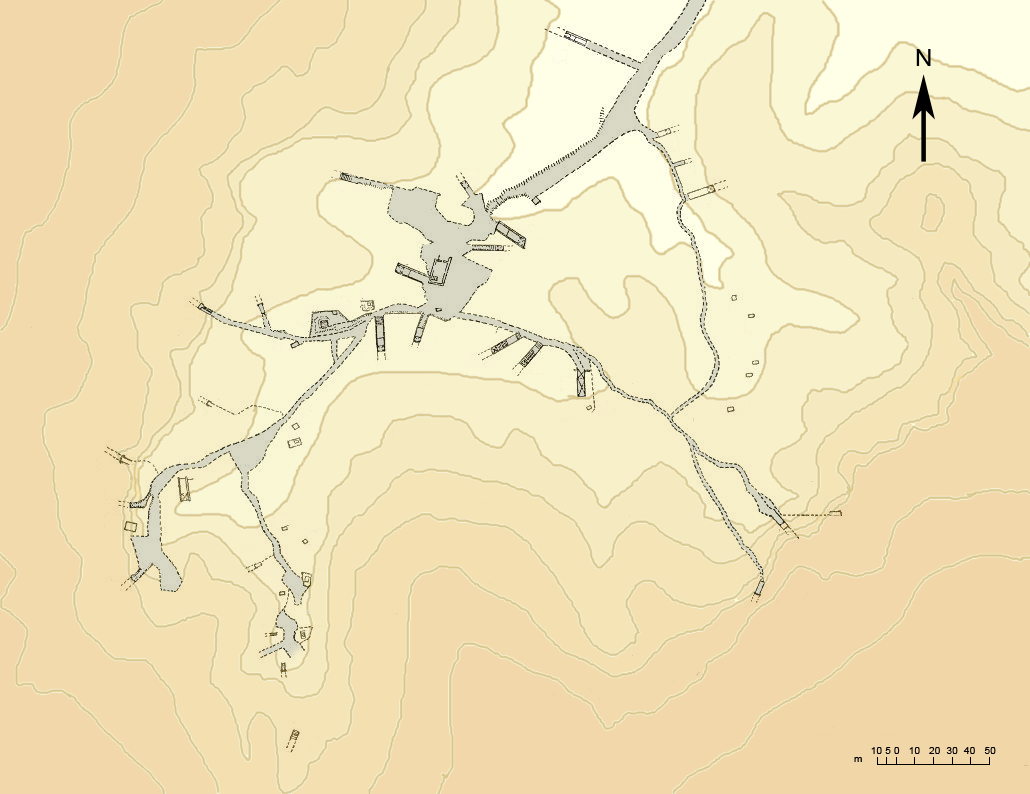
Plan de situation de la vallée des Rois
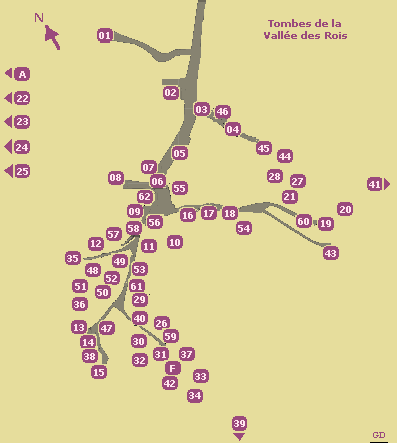
Localisation des tombeaux
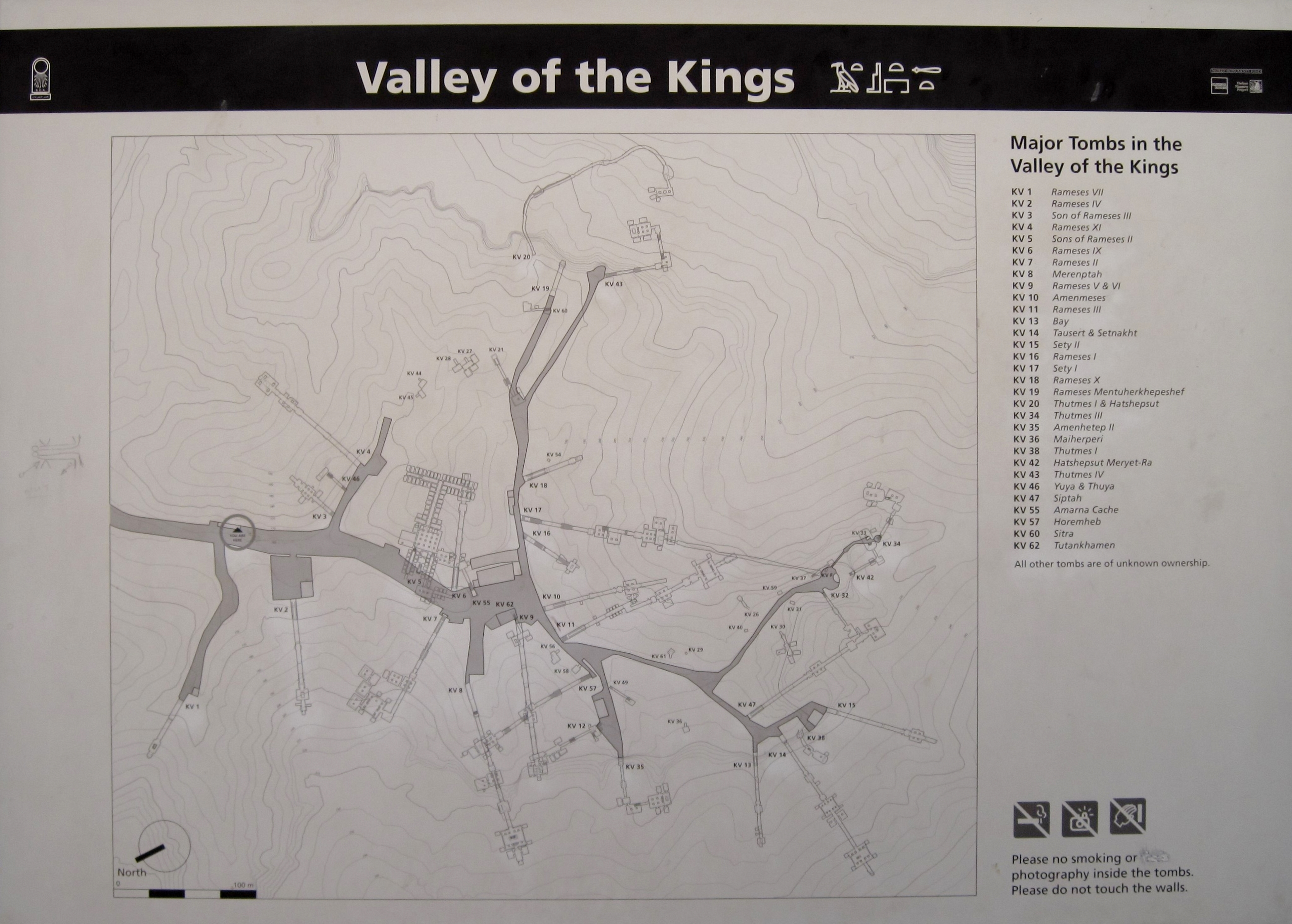
Carte détaillée de la vallée
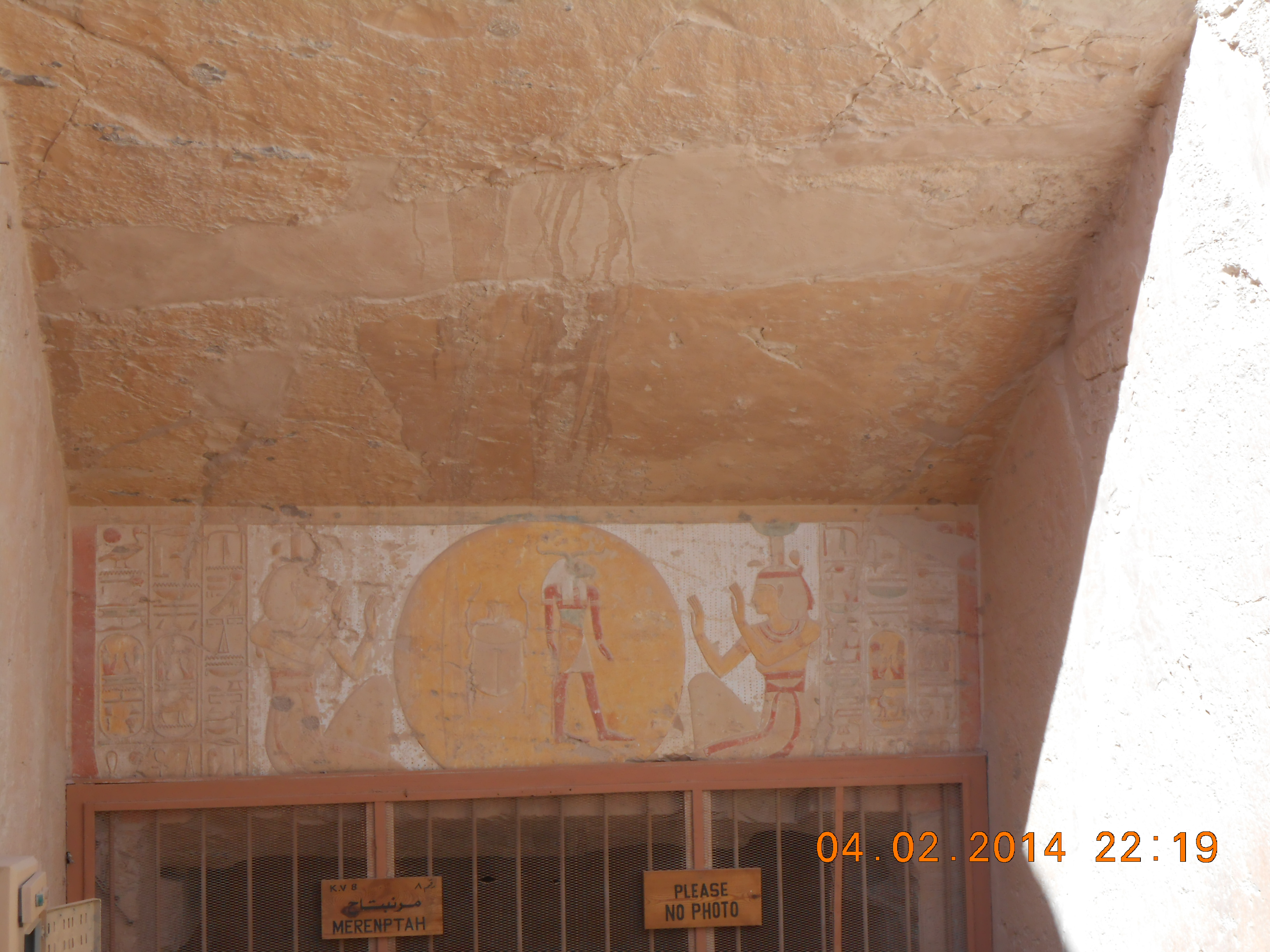
Linteau d'entrée de la tombe
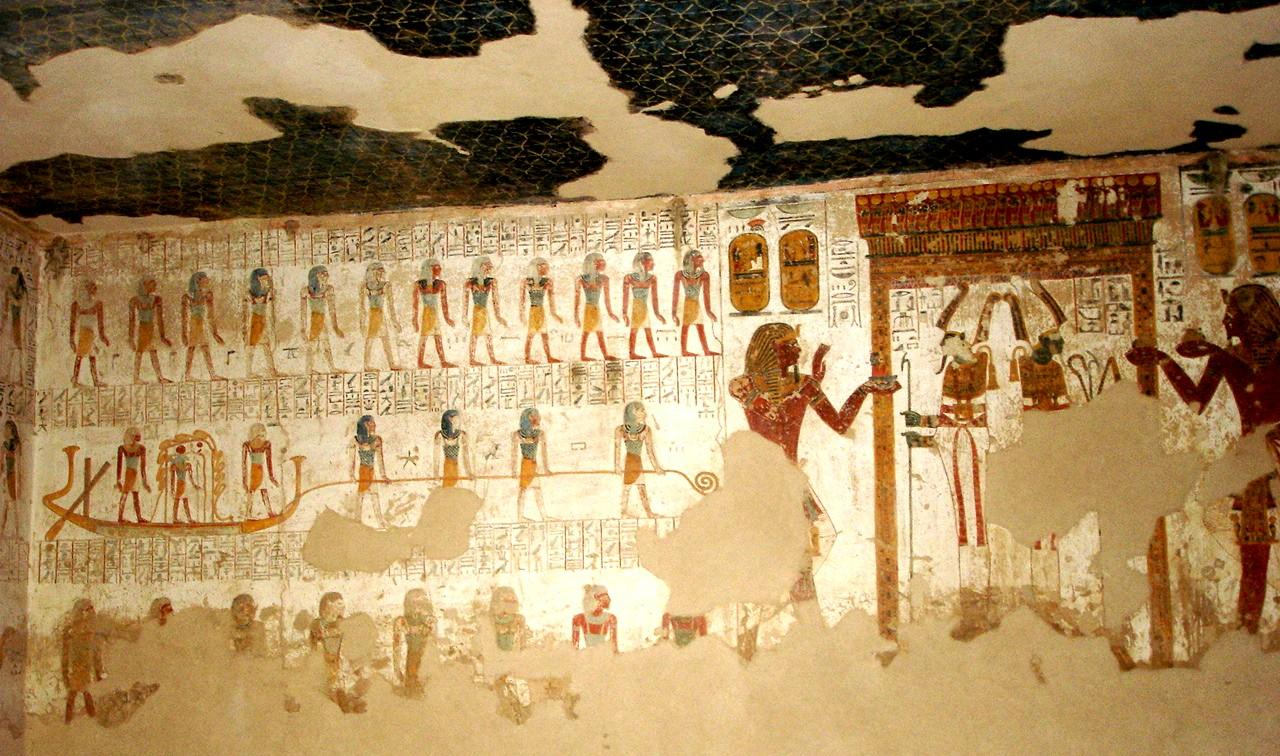
Scènes murale présentes dans la tombe
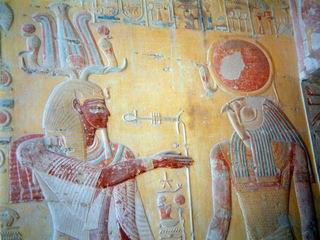
Figuration du dieu Horus
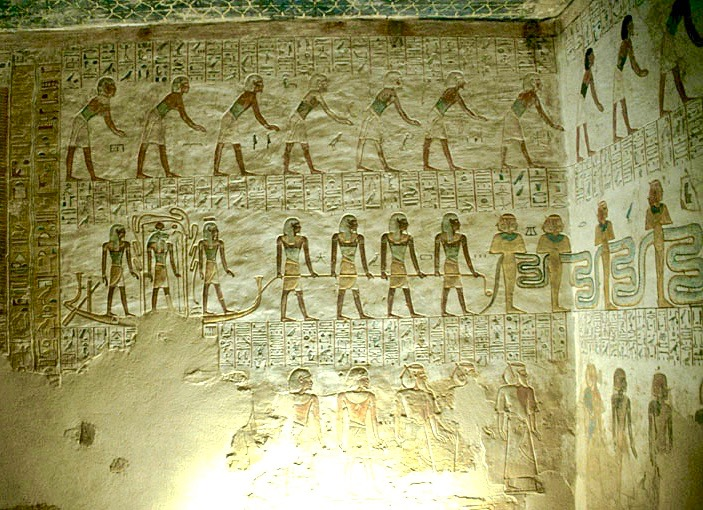
Scènes du Livre de l'Amdouat
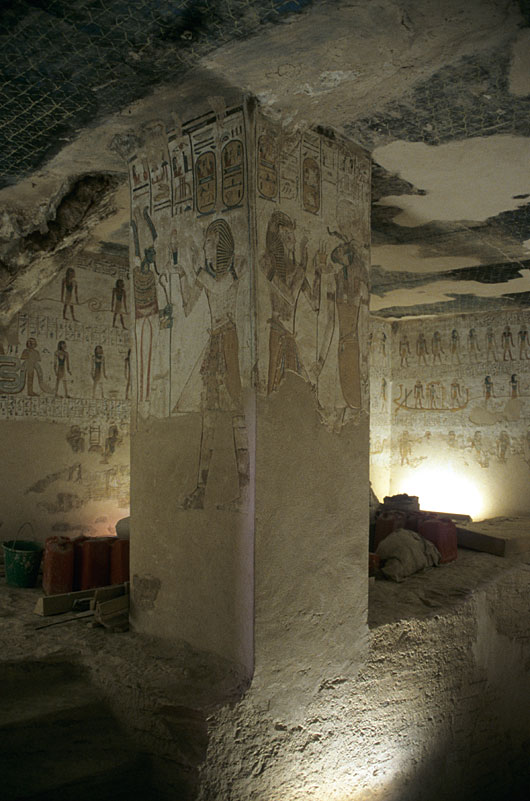
Piliers de la salle (E)
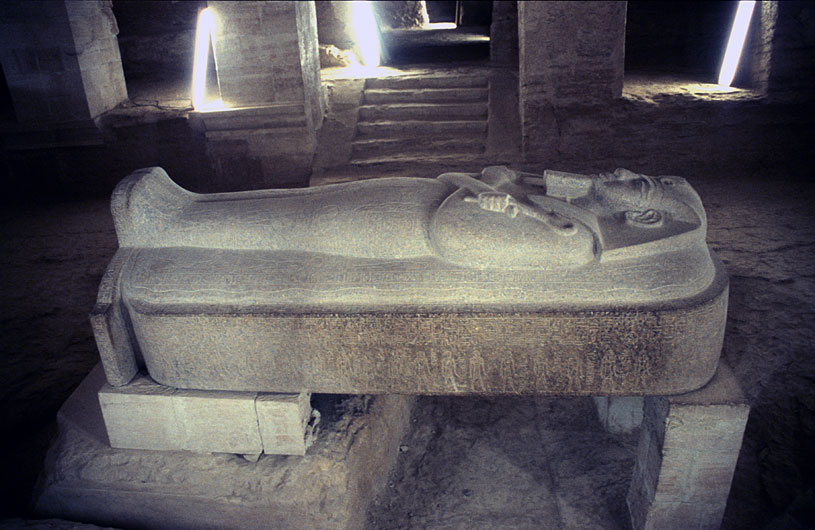
Sarcophage extérieur du pharaon
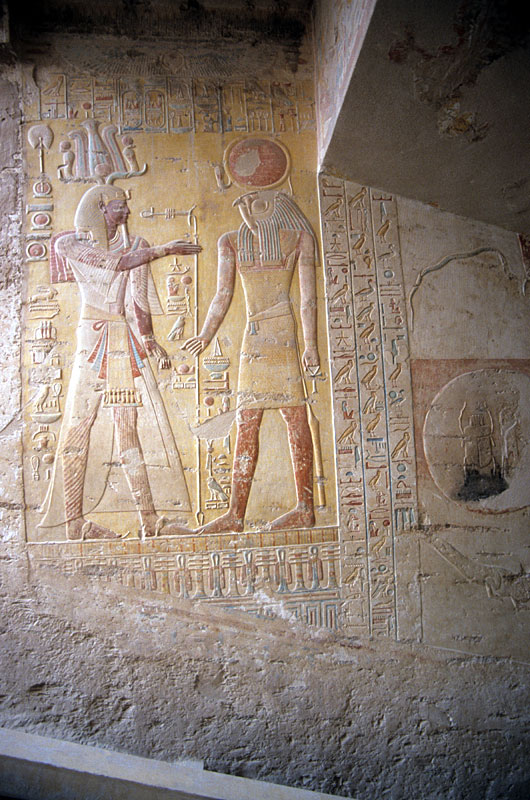
Scène figurant Mérenptah devant Rê-Horakhty